# Caledonotrichia charadra
Caledonotrichia charadra är en nattsländeart som beskrevs av Darcy B. Kelley 1989. Caledonotrichia charadra ingår i släktet Caledonotrichia och familjen smånattsländor. Inga underarter finns listade i Catalogue of Life.